# Ziemia żywych trupów
Ziemia żywych trupów (ang. Land of the Dead) – francusko-kanadyjsko-amerykański film w reżyserii George’a A. Romero z 2005 roku. Kontynuacja filmów: Noc żywych trupów (1968), Świt żywych trupów (1978) i Dzień żywych trupów (1985). Następnym filmem z cyklu jest Diary of the Dead: Kroniki żywych trupów (2007).

## Obsada
- Simon Baker jako Riley
- John Leguizamo jako Cholo
- Dennis Hopper jako Kaufman
- Asia Argento jako Slack
- Robert Joy jako Charlie
- Eugene Clark jako Big Daddy (zombie)
- Joanne Boland jako Piękniś
- Tony Nappo jako Foxy
- Jennifer Baxter jako Nr 9
- Boyd Banks jako Rzeźnik
- Shawn Roberts jako Mike
- Shawn Miquel Arce jako Pillsbury
- Sasha Roiz jako Manolete

## Fabuła
Rok 2038. Inwazja żywych trupów praktycznie całkowicie wytępiła ludzkość. Powód przez który zmarli powracają do życia ciągle nie został zidentyfikowany przez naukowców. Na Ziemi pozostało nie więcej niż kilkadziesiąt tysięcy ludzi, którzy ukrywają się w kilku podziemnych bunkrach.